# Lambayeque megye
Lambayeque megye Peru egyik megyéje, az ország északnyugati részén található a Csendes-óceán partján. Székhelye Chiclayo.

## Földrajz
Lambayeque megye Peru északnyugati részén helyezkedik el, területének legnagyobb része partvidéki vagy pampákkal borított síkság vagy alacsony dombság. Délnyugaton a Csendes-óceánnal, északnyugaton és északon Piura, keleten Cajamarca, délen pedig egy rövid szakaszon La Libertad megyével határos.

### Tartományai
A megye 3 tartományra van osztva:
- Chiclayo
- Ferreñafe
- Lambayeque

## Népesség
A megye népessége a közelmúltban folyamatosan növekedett:
| Év   | Lakosság  |
| ---- | --------- |
| 1940 | 192 890   |
| 1961 | 342 446   |
| 1972 | 514 602   |
| 1981 | 674 442   |
| 1993 | 920 795   |
| 2007 | 1 112 868 |

## Képek

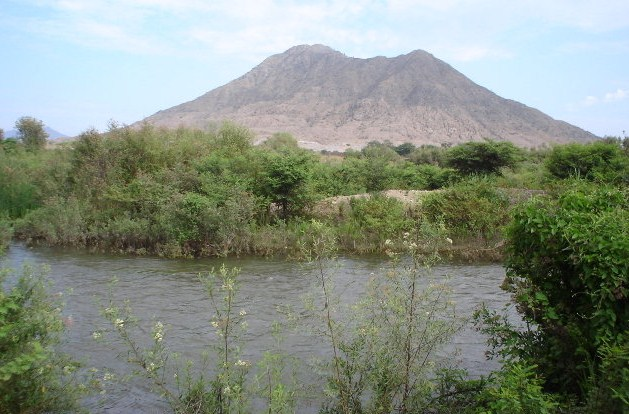
A Cerro Corbacho hegy
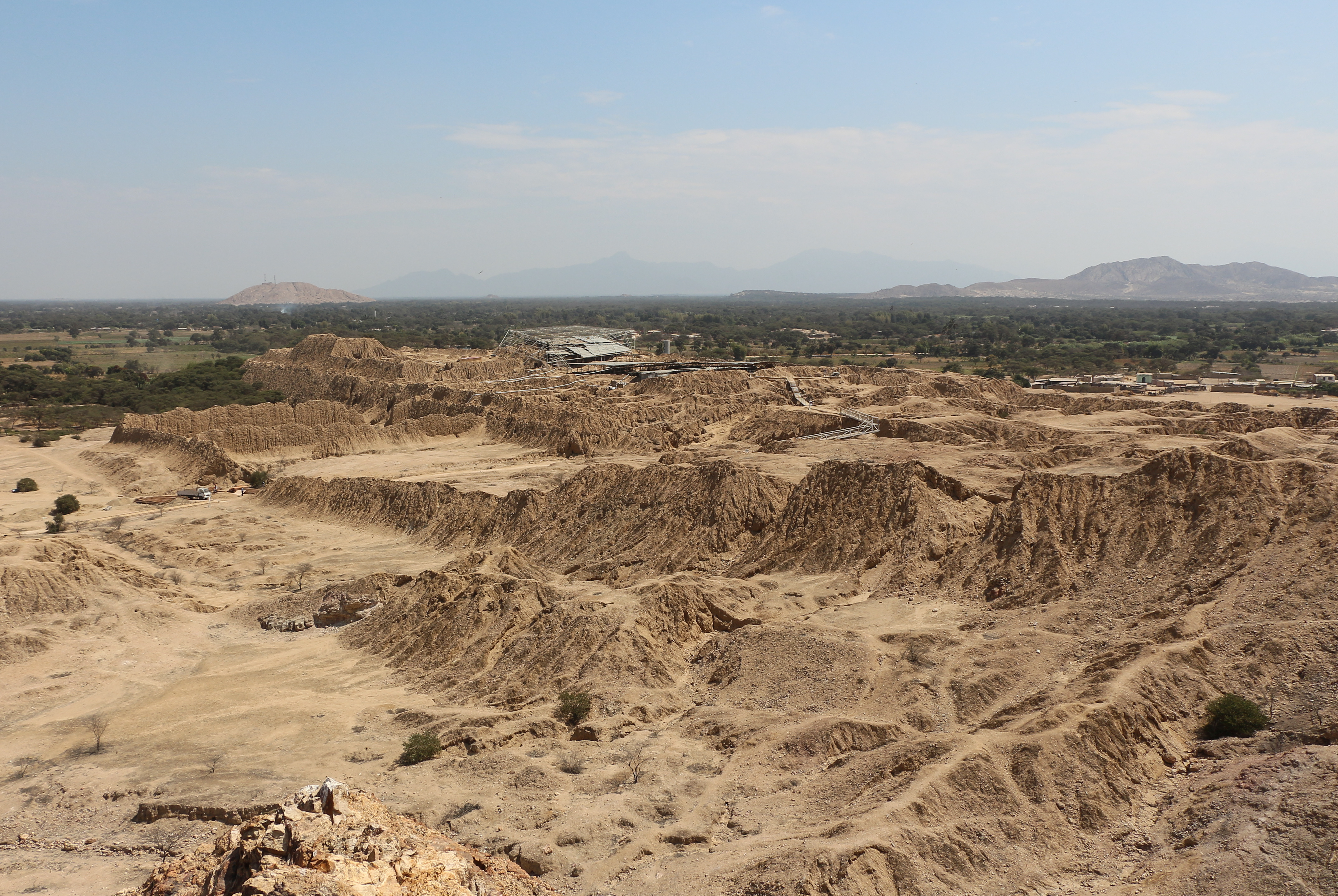
A Túcume régészeti lelőhely
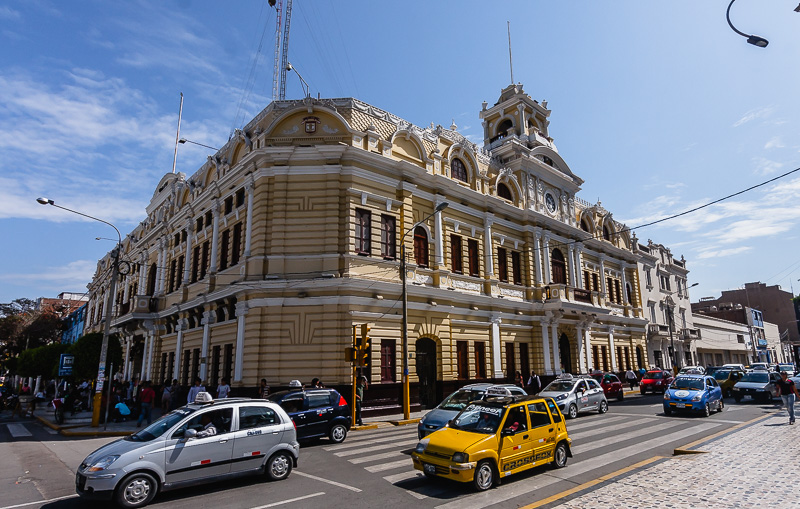
A chiclayói községi palota
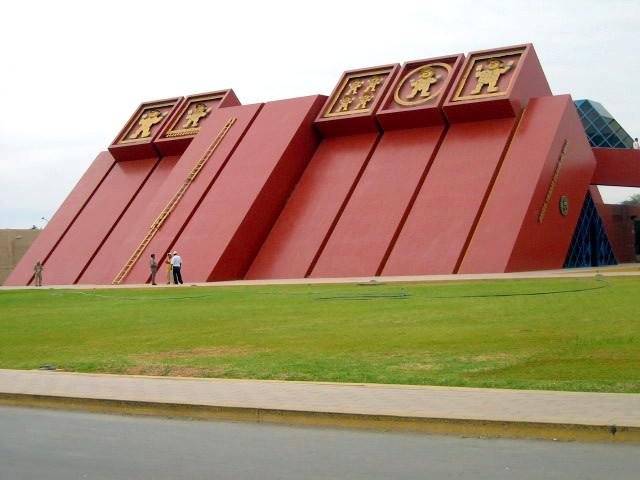
A Sipán múzeum Lambayeque városában